# Dominique Boccarossa
Dominique Boccarossa est un réalisateur français né le 1er décembre 1954.

## Biographie
Dominique Boccarossa a coprésidé l'Association du cinéma indépendant pour sa diffusion en 2007 et 2008.

## Filmographie

### Courts métrages
- 1983 : Grève au pays des nègres blancs
- 1992 : Le Saut de l'ange

### Longs métrages
- 1996 : Stabat Mater
- 2001 : Bleu le ciel
- 2003 : La Vie nue
- 2013 : Ab Irato, sous l'empire de la colère